# YaBB
YaBB (Yet another Bulletin Board) — движок Интернет-форума, написанный на Perl, распространяемый под лицензией открытого ПО. Впервые был представлен интернет-общественности 4 июля 2000 года. Особенность YaBB в том, что движок не использует базы данных, как большинство аналогов, а хранит всю информацию в текстовых файлах на сервере.
Интерфейс многих версий YaBB, включая YaBB 1 SP 1.4 (последний в ветке YaBB 1) и текущий релиз YaBB 2.5, был переведён на русский язык. Языковые патчи в настоящее время имеют неофициальный статус.
модификации к форумам YaBB публикуются на сайте boardmod.org.

## Версии ПО
- YaBB 1 Gold — SP 1.4 (стабильный релиз, более не поддерживается)
- YaBB 2.6.11 (текущий стабильный релиз, вышел 17 декабря 2014 г.)
- YaBB 3 (в разработке)

## Возможности
YaBB обладает всеми функциями, характерными для современных форумных движков:
- широкие возможности для администрирования и модерирования;
- подробная справочная система;
- простая процедура регистрации;
- создание групп пользователей с предоставлением тех или иных привилегий;
- развитые способы навигации — основное навигационное меню, список тем, выпадающее древовидное меню и т. д.;
- приватные сообщения с возможностью всплывающего оповещения;
- подписка  на оповещение о новых сообщениях по e-mail;
- анонсы по RSS;
- индикация новых сообщений в темах;
- индивидуальная настройка даты и времени;
- поиск сообщений по ключевым словам;
- отображение статистики форума;
- удобный текстовый редактор для написания сообщений с возможностью как ручного ввода управляющих тегов, так и работы в режиме WYSIWYG;
- возможность преобразовать страницу в «версию для печати»;
- различные стили оформления;
- защита от спама;
- расширение функциональности с помощью плагинов-модификаторов;
- и др.

## Родственные проекты
В начале 2000-х годов появился форк YaBB под названием YaBB SE. Он унаследовал некоторые компоненты «родителя», но код при этом был полностью переписан на PHP, а данные хранились не в текстовых файлах, а в базе данных. Впоследствии этот проект обрёл полную самостоятельность и получил название Simple Machines Forum, или SMF.

## Интересный факт
На сайте YaBB утверждается, что этот движок был первым в своём классе ПО, распространявшимся бесплатно и с открытым кодом.
С 2005 года в разработке форума принимает участие программист из России, Борис Тюванов (ник MF-B). При его участии была выпущена версия 2.2 этого форума и последующие версии.